# Pasquale Santucci
Pasquale Santucci (Navelli, 10 dicembre 1895 – L'Aquila, 1986) è stato un politico italiano.

## Biografia
Nato a Navelli nel 1895, conseguì il diploma da geometra e durante la prima guerra mondiale combatté sul fronte italiano; praticò poi la professione di geometra e diventò imprenditore. Entrò in politica come membro del Comitato di Liberazione Nazionale e militò poi nella Democrazia Cristiana, diventando consigliere e assessore comunale all'Aquila.
Dal 1946 fu presidente dell'ospedale cittadino e dal 1956 al 1970 tenne l'incarico di presidente della Provincia dell'Aquila. Fu anche presidente del comitato abruzzese dell'Associazione italiana biblioteche dal 1964 al 1970 e, dal 1972 al 1978, presidente della Deputazione di storia patria regionale. Acquistò e diventò proprietario del palazzo baronale di Navelli. Morì all'Aquila nel 1986, all'età di 90 anni.